# Raión de Holosiiv
Raión de Holosíiv (en ucraniano: Голосі́ївський райо́н) es un raión o distrito urbano de Ucrania, en la ciudad de Kiev. 
Comprende una superficie de 156 km².

## Demografía
Según estimación, en 2010 contaba con una población total de 205300 habitantes.